# حنا حطاب
حنّا حطّاب (1989 -) حكم كرة قدم دولي سوري، بدأ التحكيم عام 2006 كهواية، وشارك عام 2010 في مهرجان البراعم الآسيوية. تحصل على الشارة الدولية عام 2015 ليكون بذلك أول حكم سوري يتحصل على الشارة بعمر 25 عامًا.

## وصلات خارجية
- حنّا حطّاب على موقع كووورة.